# 曼琴基
49°58′43″N 35°51′15″E / 49.97861°N 35.85417°E
曼琴基（烏克蘭語：Манченки），是烏克蘭東部哈爾科夫州哈爾科夫區柳博廷市镇内的市級鎮。始建於1765年，面積3.28平方公里，海拔高度206米，2001年人口1,192，該市級鎮人口密度每平方公里5.79人。